# Daniel Kölligan
Daniel Kölligan (* 1974) ist ein deutscher Indogermanist.

## Biografie
Kölligan studierte von 1994 bis 2000 historisch-vergleichende Sprachwissenschaft (Indogermanistik), Philosophie, Romanistik (Spanisch) und klassische Philologie (Griechisch) an der Universität zu Köln. Von 2000 bis 2004 war er wissenschaftlicher Mitarbeiter im DFG-Forschungsprojekt „Verbalcharakter, Suppletivismus und morphologische Aktionsart im Indogermanischen“. Von 2005 bis 2008 war er Forschungsassistent des Diebold Professor of Comparative Philology der University of Oxford. Nach der Promotion (2000–2007) im Fach Historisch-Vergleichende Sprachwissenschaft (Suppletion und Defektivität im griechischen Verbum bei José Luis García Ramón) war er von 2008 bis 2014 Akademischer Rat am Institut für Linguistik, Abteilung Historisch-Vergleichende Sprachwissenschaft, der Universität zu Köln. Nach der Habilitation 2014/2015 ebenfalls im Fach Historisch-Vergleichende Sprachwissenschaft (Indogermanisch und Armenisch: Studien zur historischen Grammatik des Klassisch-Armenischen) vertrat er im Sommersemester 2015 den Lehrstuhl für Historisch-Vergleichende Sprachwissenschaft in Köln. Von 2015 bis 2016 war er Akademischer Oberrat. Seit 2019 ist er Lehrstuhlinhaber für Vergleichende Sprachwissenschaft an der Julius-Maximilians-Universität Würzburg. Seit 2021 ist er Vorsitzender der Indogermanischen Gesellschaft.
Seine Forschungsschwerpunkte sind Griechisch und Klassisches Armenisch sowie Verbalmorphologie und verbale Morphosyntax.

## Schriften
- mit Werner Drossard und Fritz Serzisko: Lilliput Kölsch. Langenscheidt, Berlin 2006, ISBN 3-468-20033-1 (mehrere Neuauflagen).
- Suppletion und Defektivität im griechischen Verbum (= Münchner Forschungen zur historischen Sprachwissenschaft. Band 6). Hempen, Bremen 2007, ISBN 978-3-934106-56-7.
- Erkinkʻ ew erkir. Studien zur historischen Grammatik des Klassisch-Armenischen (= Studien zur historisch-vergleichenden Sprachwissenschaft. Band 12). Baar, Hamburg 2019, ISBN 978-3-935536-39-4.
- mit José Marcos Macedo und Pedro Barbieri: Polyṓnymoi – A Lexicon of the Divine Epithets in the Orphic Hymns. Würzburg University Press, Würzburg 2021, ISBN 978-3-95826-154-9, doi:10.25972/WUP-978-3-95826-155-6.
- mit Björn Wiemer, Eugen Hill und Jan-Niklas Linnemeier: Between the birth and death of future tenses. Related languages as a natural lab for research into grammatical change (= LINCOM Studies in Indo-European Linguistics. Band 58). LINCOM, München 2024, ISBN 978-3-96939-214-0.